# Guy Laporte
Guy Laporte (Beaufort, 15 de diciembre de 1952 - Toulouse, 28 de enero de 2022) fue un jugador francés de rugby que se desempeñaba como apertura. Además fue vicepresidente de la Federación Francesa de Rugby.

## Selección nacional
Fue internacional con Les Bleus y jugó irregularmente con ellos hasta consolidarse como el apertura titular de Francia en 1986 hasta su retiro en 1987. En total jugó 16 partidos y marcó 143 puntos.

### Participaciones en Copas del Mundo
Disputó una Copa del Mundo: Nueva Zelanda 1987 donde Francia llegó con jugadores como Philippe Sella y Serge Blanco. Con 34 años Laporte fue suplente de Didier Camberabero y Francia pronto se encaminó a la final ganando su grupo con dos victorias y un empate ante el XV del Cardo, le siguieron Fiyi en cuartos de final, los Wallabies en semifinales y finalmente los All Blacks quienes fueron los dominadores de todo el torneo y vencieron a Francia 29-9.
| Mundial                       | Sede          | Resultado  | PJ | Tries |
| ----------------------------- | ------------- | ---------- | -- | ----- |
| Copa Mundial de Rugby de 1987 | Nueva Zelanda | Subcampeón | 3  | 42    |

## Muerte
Falleció de un ataque cardíaco en un hospital de Toulouse a los 69 años.

## Palmarés
- Campeón del Torneo de las Cinco Naciones de 1981 con Grand Slam y 1986.